# Aizkolari

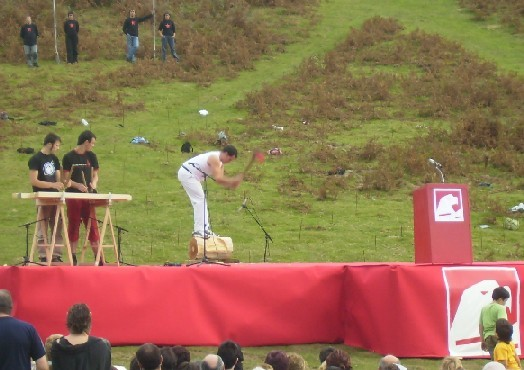
Aizkolari en acció compartint escenari amb uns txalapartaris.

Aizcolari (del basc aizkora, destral) és un esportista que practica la talla de troncs amb destral en alguna de les modalitats basques. El terme prové del basc aizkolari (persona que maneja o treballa amb una destral). Les proves d'aizkolaris són un dels esports rurals bascos més populars.
De vegades s'utilitzen els termes aizkolaritza o aizkolarisme per referir-se a aquest esport, anomenat aizkol jokoa (joc del destral) o aizkolaritza en basc.

## Origen
Té el seu origen en l'explotació dels boscos per a l'obtenció de fusta, matèria primera bàsica en construcció i en producció de carbó vegetal. Aquest treball es realitzava per quadrilles que acampaven als boscos. Els membres més joves o forts talaven els arbres i els més vells arrencaven, llevaven branques i escorces i partien els troncs en trossos de la grandària necessària. La competència per demostrar la major força o habilitat generava apostes que, com en el cas d'altres esports rurals, portaven a desafiaments a la plaça pública, fora del treball productiu.
Encara que s'han registrat molts tipus d'actes públics en celebracions al País Basc, no hi ha dades d'exhibicions d'aizkolaris abans del segle xix. Les narracions d'aquest segle no registren els noms propis dels competidors, apareixent com "un de Beizama", "el fill de la casa Gorrizu", "quadriller de Nuarbe", "el del caseriu Beunza", etc.

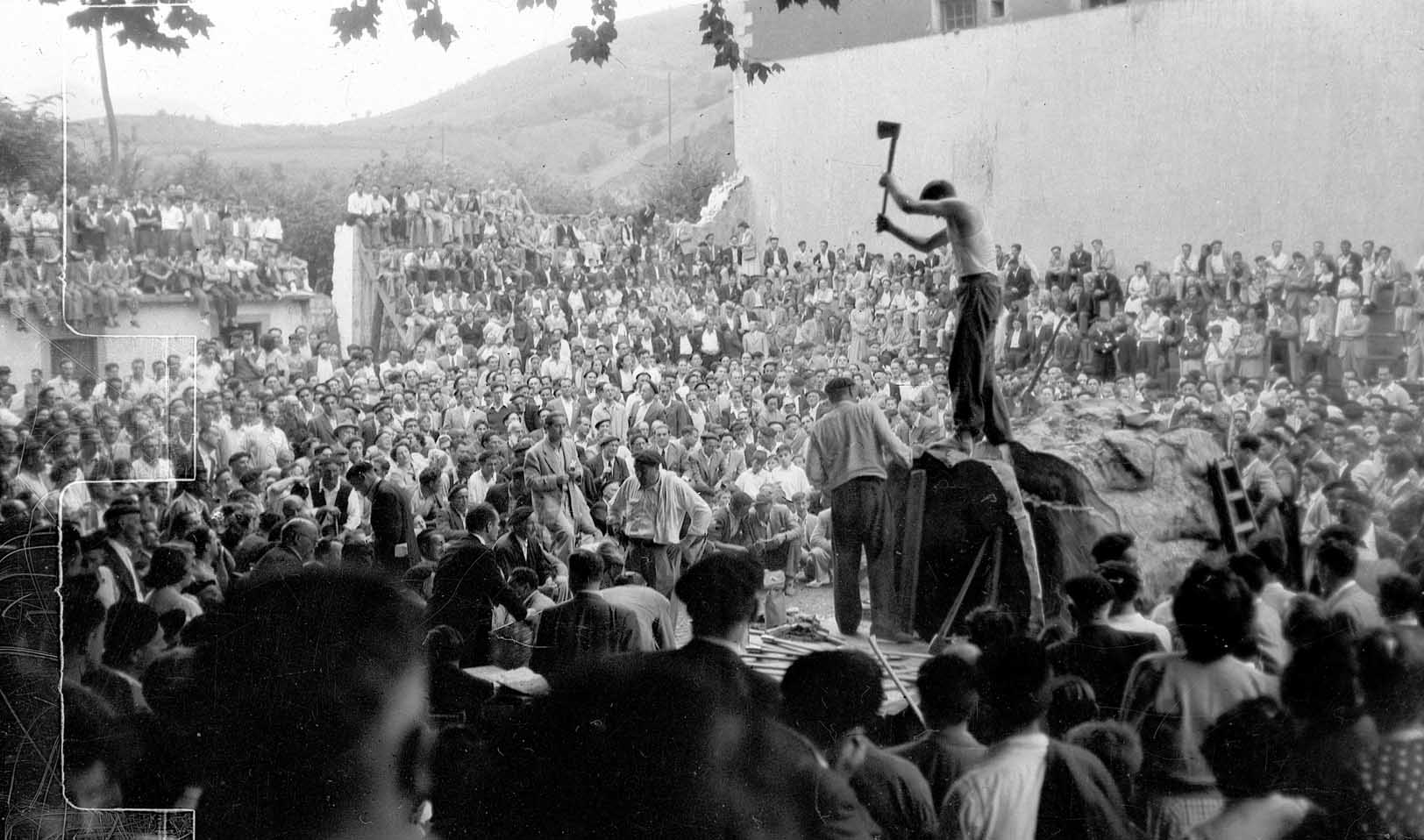
Aquest faig de 2,10 metres de diàmetre va ser derrocat per una quadrilla de Nabarniz (Biscaia). El repte de tallar-lo va ser acceptat per l'azpeitiara Luxia, creuant-se cinquanta mil pessetes per cada part. Luxia es va haver de retirar de la prova atabalat per la calor asfixiant. Fotografia: Indalecio Ojanguren

Amb la industrialització del segle xx, part de la població rural baixa als centres industrials, portant allí les seves aficions. En 1903 s'inauguren places de toros a les principals viles i ciutats guipuscoanes: Tolosa, Azpeitia, Sant Sebastià i Eibar. En aquestes places se celebraven proves de destrals, a més d'arrossegament de pedra, baralles de carners, etc.
Tradicionalment, els desafiaments es feien en una plaça pública, per la qual cosa l'única font d'ingressos era per al guanyador, que obtenia l'apostat. Actualment, les institucions financen exhibicions públiques, i es cobra entrada per assistir a les competicions en llocs tancats.

## Eina
L'aizkolari utilitza destrals d'entre 2,4 i 2,8 kg. El tall o boca és corb, per facilitar la sortida del tronc. El mànec sol ser de fusta de faig rajada.
Cada aizkolari usa més d'una destral en cada prova.
Material
Per al tall es col·loquen porcions de troncs de faig verd sense nusos visibles, als quals s'ha llevat prèviament l'escorça. Generalment la secció té una circumferència d'entre 36 i 72 polzades. A causa de l'actual escassetat de faigs és poc freqüent que s'utilitzin troncs més grans -encara que proporcioni una major espectacularitat-.
La duresa de la fusta depèn de les condicions en què s'hagi concertat l'aposta: quan es deixa triar la meitat dels troncs a cada equip, aquest escollirà els de característiques que més els convinguin.
Actualment, per a les proves davant gran públic, se sol emprar fusta més fàcil de tallar que fa un segle. Quan les proves es realitzaven amb entrada lliure, l'escassetat d'ingressos solia obligar a utilitzar la part del tronc més propera a les arrels o a les branques, que havia rebutjat qui comprava la fusta per a construcció.

## Participants
Durant la prova, l'aizkolari és ajudat per un botiller (que li proporciona la beguda, les tovalloles i li canvia les destrals segons es van escalfant) i per un ensenyador (que a més de marcar el ritme dels cops, separa les estelles amb un bastó, a més d'indicar el lloc més apropiat per al següent tall).

## Urrezko aizkora
La Destral d'or (en basc Urrezko aizkora) és probablement la competició més important en el tall basc. Es tracta d'una lligueta en la que hi participen els millors aizkolaris d'Euskal Herria en parella. En cada jornada desenvolupen diverses proves, amb troncs de diferents grandàries. En algunes d'aquestes proves els aizkolaris poden alternar-se en el tall, i en unes altres cadascun ha de fer una sèrie de troncs seguits.
L'edició 2005-2006 es va iniciar el 6 de desembre a Estella, Navarra, i va concloure el 26 de febrer de 2006 a Azpeitia, Guipúscoa. En la categoria absoluta van participar 9 parelles:
- Primer grup:
  - Nazabal-Erdozia
  - Peñagarikano-Azurmendi
  - Arria V-Txapartegi
- Segon grup:
  - Erasun-Lopez (a causa d'una lesió de cintura, Txapartegi substitueix Erasun en les primeres trobades)
  - Mindegia-Senosiain I
  - Larretxea-Barberena
- Tercer grup:
  - Senosiain II-Vicente
  - Arospide-Mugertza
  - Olasagasti-Etxebeste

En la categoria de menors de 21 anys només va haver-hi dos grups de tres parelles cadascun.

## Aizkolaris en la cultura popular
El tall amb destral és un dels més espectaculars i populars esports rurals bascos, per la qual cosa les imatges d'aizkolaris són habituals en les postals i souvenirs d'Euskal Herria.
El grup de rock Kortatu va utilitzar fotografies d'aizkolaris per a les portades dels seus discos Kortatu i Kolpez Kolpe. A més una de les seves cançons es titula «*Aizkolari» i una altra, «Kolpez kolpe», fa referència a l'aizkolari Aiako Txikito (Txikito de Aia), i comença amb un enregistrament de so de destrals. Les mostres del típic so de les destrals tallant l'aire i copejant un tronc han estat usades també per Os Resentidos i per Negu Gorriak (grup el símbol del qual són dues destrals creuades i que empra el so en un tall dedicat també a Aiako Txikito).

### En la ficció
Un desafiament entre aizkolaris és una peça central en la trama de la novel·la Dos letter de Bernardo Atxaga, de 1987.
També són aizkolaris alguns personatges de la pel·lícula Vacas de Julio Medem (1992). Aquest director va reutilitzar imatges d'aizkolaritza extretes de Vacas i d'altres pel·lícules i reportatges per al seu documental Euskal pilota. Larrua harriaren kontra, de 2003.